# کیهان لندن

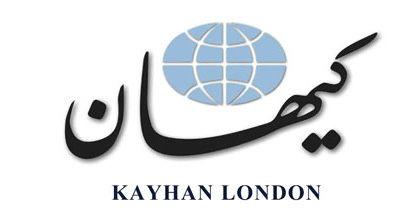
نشان‌واره کیهان لندن

کیهان لندن هفته‌نامه‌ای فارسی‌زبان است که از ۲۱ خرداد ۱۳۶۲ تا ۸ شهریور ۱۳۹۲ حدود ۳۰ سال در لندن، انگلستان، آمریکا منتشر می‌شد. این نشریه از آن زمان در وبگاه اینترنتی خود منتشر می‌شود.

## تاریخچه

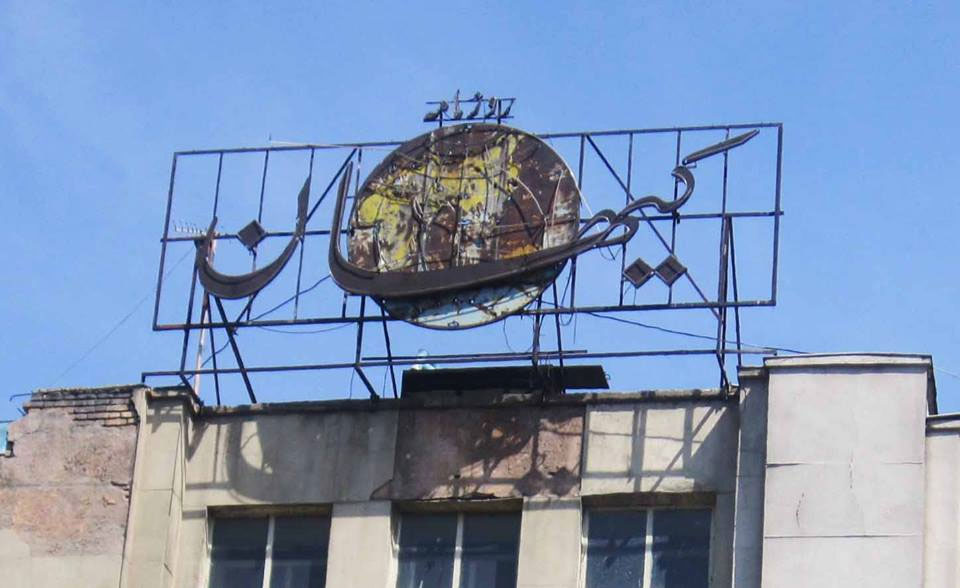
سردر روزنامه کیهان در تهران

کیهان یکی از قدیمی‌ترین روزنامه‌های ایران است که مؤسسه آن توسط مصطفی مصباح‌زاده بنیاد نهاده شد. نخستین شماره آن در سوم خرداد ۱۳۲۱ (۱۹۴۲م) در تهران منتشر شد و تا سال ۱۳۵۷ (۱۹۷۹م) همزمان با وقوع انقلاب ۱۳۵۷ یکی از معتبرترین روزنامه‌های خاورمیانه به‌شمار می‌رفت. به گفته مصباح‌زاده، نام کیهان پیشنهاد عبدالرحمان فرامرزی از اولین همکاران کیهان بود. برخلاف آنچه گاهی گفته می‌شود که کیهان نام خود را از روزنامه فرانسوی لوموند گرفته‌است. باید یادآور شد که کیهان در سال ۱۹۴۲ و لوموند دو سال بعد در سال ۱۹۴۴ آغاز به کار کرده‌ است. امیر طاهری آخرین سردبیر روزنامه کیهان در آستانه انقلاب در ایران بود. همزمان با اوج‌گیری انقلاب در ایران، رحمان هاتفی با نام مستعار حیدر مهرگان سردبیر کیهان شد.
مصطفی مصباح زاده دوباره در خارج کشور به تدارک انتشار کیهان پرداخت و سرانجام پنج سال پس از برقراری جمهوری اسلامی در ایران، در اول ژوئن ۱۹۸۴ نخستین شماره کیهان لندن در تبعید منتشر شد.
در طول سی سال انتشار، روزنامه‌نگاران بسیاری که دیگر در تبعید زندگی می‌کردند. افرادی همچون امیر طاهری، نصیر امینی، کاظم گیلانپور، لعبت والا، هوشنگ وزیری، احمد احرار، علیرضا نوریزاده، هادی خرسندی، داریوش همایون، محمود خوشنام، پری سکندری، محمدرضا حمیدی، ناصر محمدی، الهه بقراط، بهروز صوراسرافیل، محمد ارسی و… با کیهان لندن همکاری کردند. هوشنگ وزیری نویسنده، مترجم و آخرین سردبیر روزنامه آیندگان سال‌ها سردبیری کیهان لندن را برعهده داشت. پس از درگذشت وی، احمد احرار سردبیر سابق روزنامه اطلاعات این مسئولیت را بر عهده گرفت و تا پایان فعالیت چاپی این هفته‌نامه در این سمت باقی ماند. کیهان لندن با انتشار شماره ۱۴۶۶ در تاریخ ۳۰ اوت ۲۰۱۳ اعلام کرد که دیگر منتشر نخواهد شد ولی به صورت آنلاین انتشار خود را ادامه خواهد داد. این رسانه ایرانی، سایت خود را به عنوان مرجع اصلی انتشار مطالب اختصاص داد و از آغاز سال ۱۳۹۴ انتشار کیهان هفتگی را به صورت دیجیتال را آغاز کرد. کیهان لندن خود را یک رسانه حرفه‌ای، مستقل، آزاد و ملی که وابسته به هیچ‌کس، هیچ نهاد و هیچ دولتی نیست، معرفی می‌کند. کیهان لندن در حال حاضر دارای هیئت مدیره‌ای است که از سه خانم تشکیل شده که هر یک از آنان مسئولیت‌هایی را به عهده دارند. نازنین انصاری مدیرعامل، الاهه بقراط مدیر هیئت تحریریه و گیلدا حسینی (وزیر دفتری) مدیر امور مالی و اداری است.

## پیشینه

مصطفی مصباح‌زاده و همسرش فروغ مصباح‌زاده

مصباح زاده انتشار کیهان را در سال ۱۳۲۱ خورشیدی برابر با ۱۹۴۲ میلادی در سه اتاق اجاره‌ای در محله سرچشمه تهران چند قدم پائین‌تر از مسجد سپهسالار و مجلس شورای ملی شروع کرد. او در این دفتر کوچک دو سه همکار دیگر هم داشت، عبدالرحمان فرامرزی نویسنده سرشناس، وکیل دادگستری و نماینده بعدی مجلس شورای ملی از بندر لنگه که سردبیر روزنامه نیز بود و بهادری رئیس کارگزینی کیهان که در سال‌های پیش از انقلاب هم مسئولیت امور مالی را به عهده داشت.
کیهان در آغاز مانند هر مؤسسه نوپای دیگری با مشکلات مالی روبرو بود. اما محبوبیت روزافزون و افزایش تیراژ به مصباح زاده و یارانش امید می‌داد به راه خود ادامه دهند. رفته رفته و با گذشت زمان تعداد خوانندگان کیهان رو به افزایش گذاشت در نتیجه وضع مالی روزنامه نیز بهبود نسبی پیدا کرد. با افزایش تیراژ و آشنا شدن بازرگانان و صاحبان کسب و کار به فواید درج آگهی وضع مالی کیهان مختصر تکانی خورد و در نتیجه اعتبار کیهان نزد بانک‌ها و مؤسسات مالی نیز بهتر شد. تا اینکه بخش آگهی‌های کیهان در یک ساختمان قدیمی در خیابان فردوسی نزدیک میدان توپخانه مستقر شد. تحریریه روزنامه و چاپخانه نیز در محل دیگری در کوچه اتابک دیوار به دیوار دبیرستان پسرانه ادیب روبروی مدرسه فرانسوی زبان سن لوئی به کار ادامه می‌دادند. در آن ایام مصباح زاده برای تبدیل کیهان به بزرگ‌ترین مؤسسه انتشاراتی و مطبوعاتی ایران خود را درگیر کارزاری عظیم کرده بود. تحریریه کیهان حالا دیگر مانند نشریات روزانه و پیشرفته دنیا دارای سرویس‌های سیاسی، حوادث، خانواده، اقتصادی، ورزشی و شهرستان‌ها و همچنین سرویس مجهز عکاسی و سازمان مفصل حمل و نقل بود. در همان روزها با آغاز انتشار روزنامه کیهان بین‌المللی به زبان انگلیسی یکی دیگر از آرزوهای مصباح زاده جامه عمل پوشید. انتشار کیهان انگلیسی که از خبرنگاران و نویسندگان حرفه‌ای ایرانی، انگلیسی، آمریکایی و استرالیایی سود می‌برد با تحسین فراوان تحصیل‌کرده‌های کشورهای انگلیسی زبان و خارجیان مقیم ایران روبرو شد. نخستین سردبیر کیهان بین‌المللی یک روزنامه‌نگار کارکشته انگلیسی‌زبان به نام دالفورس بود. کیهان بین‌المللی نخستین نشریه مؤسسه کیهان بود که صبحها روی میز روزنامه فروش‌ها قرار می‌گرفت. کیهان در اوایل سال‌های دهه چهل خورشیدی نوسازی ماشین آلات چاپ و سیستم حروفچینی خود را آغاز کرد و افرادی را نیز برای آشنایی با آخرین تحولات صنعت چاپ و حروفچینی به کشورهای پیشرفته جهان اعزام نمود. ماشین جدید رتاتیو کیهان در ساختمان بزرگ و نو بنیاد مؤسسه که در محل سابق مدرسه سن لوئی در کوچه اتابک روبروی ساختمان قدیمی روزنامه بنا شده بود نصب گردید و مهندس فائز کارشناس آلمانی ماشین‌های چاپ هایدلبرگ به عنوان سرپرست بخش فنی به ایران آمد و تا آخرین روزهای انتشار روزنامه در ایران پیش از انقلاب ۵۷ در خدمت کیهان بود. به گفته دوست و دشمن، مصباح زاده کارکنان کیهان را اعضای خانواده کیهان می‌نامید و با تمام وجود در غم‌ها و شادی‌های آن‌ها شریک بود. اعضای کیهان از بالاترین تا پایین‌ترین رده هر وقت که نیاز به در دل با وی داشتند در اتاق صاحب مؤسسه به روی آن‌ها باز بود. اعضای خانواده مصباح زاده، فروغ مصباح‌زاده صاحب امتیاز مجله معروف و پرطرفدار زن روز و مسئول صفحه خانواده، ایرج مصباح‌زاده معاون فنی و پرویز مصباح‌زاده معاون سردبیر دقیقاً همین رابطه نزدیک را با کارکنان کیهان داشتند.

## کوچه کیهان
مراجعان کیهان در آن روزگار کوچه اتابک را که بیشتر ساختمان‌های آن تأسیسات کیهان را در خود جا داده بود به عنوان «کوچه کیهان» می‌شناختند. پس از چندی ماشین چاپ قدیمی کیهان که نام نازنین (دختر مصباح زاده) بر روی آن حک شده بود بازنشسته گردید و مقابل در ورودی چاپخانه جدید به نمایش گذاشته شد. اسدالله خانزاد و صداقت یاران صمیمی و با وفای کیهان بودند که عمری را در چاپخانه روزنامه سپری کردند.

## خط‌مشی سیاسی
روزنامه کیهان خود را «مستقل، آزاد و ملی» اعلام می‌کند. هرچند، سردبیر کنونی آن، الهه بقراط، در مصاحبه‌ای در راستای چهلمین سالگرد انتشار کیهان لندن، آن را «مدافع» مشروطه و دوران پهلوی می‌داند چرا که از نظر او کیهان لندن همواره در پی «دفاع از حقوق مردم بوده» و «مشروطه و دوران پهلوی به هر حال در تقویت این حقوق نقش داشته‏[اند]».
وب‌گاه این نشریه بخشی را تحت عنوان پیمان نوین به پوشش خبری حول فعالیت سیاسی رضا پهلوی اختصاص داده است.